# دموع صاحبة الجلالة
دموع صاحبة الجلالة، رواية من تأليف الكاتب والصحفيّ المصري موسى صبري صدرت للمرة الأولى في عام 1972 عن دار أخبار اليوم، واقتُبس عنها فيلم سينمائي عُرض في عام 1992 بعنوان «دموع صاحبة الجلالة» وكان من إخراج المخرج المصري عاطف سالم وبطولة سمير صبري وسهير رمزي، كما اقتُبس عنها مسلسل تليفزيونيّ بنفس الاسم في عام 1993 أخرجه المخرج المصري يحيى العلمي وقام ببطولته فاروق الفيشاوي وميرفت أمين.

## عن الكتاب
تدور أحداث رواية دموع صاحبة الجلالة خلال حقبة الأربعينيات والخمسينيات من القرن العشرين قبل قيام ثورة يوليو 1952 حول العاملين بمجال الصحافة وعلاقاتهم ببعضهم البعض وبرجال السلطة وأصحاب النفوذ في الدولة في ذلك العصر فتحكي عن "محفوظ عجب" الصحفي الانتهازي الذي يتظاهر بالوطنية ويدعي المبادئ بينما يُنافق في سبيل تحقيق مصالحه ويتملق رؤساءه ويتسلق على أكتاف الآخرين عملًا بمبدأ الغاية تبرر الوسيلة.

## روابط خارجية
- صفحة الكتاب على موقع جود ريدز